# Italienische Fußballnationalmannschaft (U-20-Männer)
Die italienische U-20-Fußballnationalmannschaft ist eine Auswahlmannschaft italienischer Fußballspieler. Sie unterliegt den italienischen Fußball-Dachverband Federazione Italiana Giuoco Calcio und repräsentiert ihn international auf U-20-Ebene, etwa in Freundschaftsspielen gegen die Auswahlmannschaften anderer nationaler Verbände oder bei der U-20-Fußball-Weltmeisterschaft.
Die Mannschaft qualifizierte sich bislang sechsmal für die Endrunde einer U-20-WM. Das beste Ergebnis war dabei der dritte Platz 2017.

## Teilnahme an U20-Fußballweltmeisterschaften
| 1977 | Vorrunde           |
| 1979 | nicht qualifiziert |
| 1981 | Vorrunde           |
| 1983 | nicht qualifiziert |
| 1985 | nicht qualifiziert |
| 1987 | Viertelfinale      |
| 1989 | nicht qualifiziert |
| 1991 | nicht qualifiziert |
| 1993 | nicht qualifiziert |
| 1995 | nicht qualifiziert |
| 1997 | nicht qualifiziert |
| 1999 | nicht qualifiziert |
| 2001 | nicht qualifiziert |
| 2003 | nicht qualifiziert |
| 2005 | Viertelfinale      |
| 2007 | nicht qualifiziert |
| 2009 | Viertelfinale      |
| 2011 | nicht qualifiziert |
| 2013 | nicht qualifiziert |
| 2015 | nicht qualifiziert |
| 2017 | 3. Platz           |
| 2019 | 4. Platz           |
| 2023 | 2. Platz           |

## Trainerhistorie
(Auswahl)
- 1976–1982: Italo Acconcia
- 1987–1988: Luciano Lupi
- 1998–2000: Claudio Gentile
- 2000–2004: Francesco Rocca
- 2004–2006: Paolo Berrettini
- 2008–2011: Francesco Rocca
- 2011–2013: Luigi Di Biagio
- 2013–2017: Alberico Evani
- 2017–2018: Federico Guidi
- 2018–2019: Paolo Nicolato
- 2018–2019: Daniele Franceschini
- 2020–2022: Alberto Bollini
- 2023–2023: Carmine Nunziata
- 2023: Attilio Lombardo
- seit 2023: Bernardo Corradi